# Gmina Urvaste
Gmina Urvaste (est. Urvaste vald) – gmina wiejska w Estonii, w prowincji Võru.
W skład gminy wchodzi:
- 14 wsi: Kassi, Kirikuküla, Koigu, Kuldre, Kõlbi, Lümatu, Pihleni, Ruhingu, Toku, Uhtjärve, Urvaste, Uue-Antsla, Vaabina, Visela.